# 이형로 (바둑 기사)
이형로(李炯魯, 1953년 1월 3일 ~ )는 대한민국의 바둑 기사이다.

## 약력
1975년에 입단했고 1987년 제4기 박카스배 본선에 올랐다. 1988년 제3기 신왕전 준우승을 차지했다. 1995년 제13기 제왕전 본선에 진출했다. 1997년 4월 15일, 제2회 LG배 세계기왕전 1차예선 이세돌 기사와의 대국에서 삼패빅이 발생하여 무승부를 기록했다. 1998년 제30기 SK엔크린배 명인전 본선에 진출했다. 1998년 4단으로 승단했으며 1999년 제30기 명인전 본선에 진출했다. 2012년 6월에 5단으로 승단하였다.